# Plaga d'Atenes

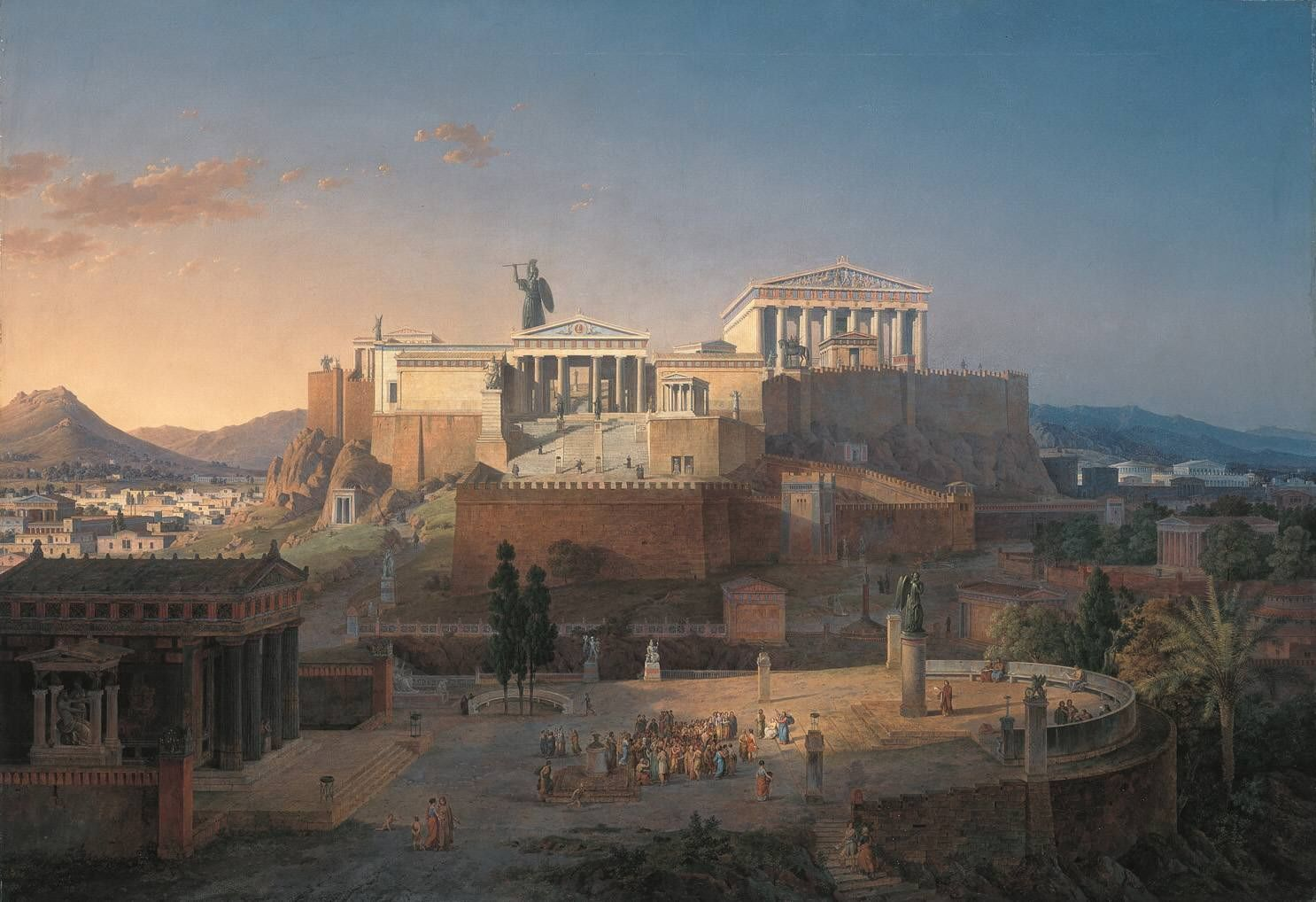
Recreació idealitzada de l'Acròpoli d'Atenes del pintor Leo von Klenze, 1846, Alte Pinakothek

La Plaga d'Atenes va ser una epidèmia devastadora que va afectar principalment la ciutat estat d'Atenes l'any 430 aC, durant el segon any de la Guerra del Peloponès, i quan la victòria atenenca encara semblava possible. Es creu que va arribar a Atenes a través d'El Pireu, el port de la ciutat i única font de menjar i subministraments. La ciutat estat d'Esparta i gran part del Mediterrani oriental també van ser afectats per l'epidèmia, encara que en menor mesura. La plaga va tornar en dues ocasions, en el 429 aC i a l'hivern del 426-425 aC. S'ha suggerit fins a una trentena de patògens com a possibles causants d'aquesta plaga.

## Antecedents
Esparta i els seus aliats, amb l'excepció de Corint, eren poders gairebé exclusivament terrestres, capacitats per reunir exèrcits d'infanteria gairebé invencibles. Sota la direcció de Pèricles, els atenencs van seguir una política de retirada fins a arribar a l'interior d'Atenes, resguardats darrere dels seus murs, confiant en la superioritat marítima atenenca per subministrar recursos als assetjats mentre la flota superior entorpia els moviments de tropes espartans. Malauradament, aquesta estratègia també va provocar que molts civils habitants dels camps propers s'amaguessin dins d'una ciutat que ja estava molt poblada, introduint un important factor d'amuntegament, així com una manca de recursos. Com a conseqüència del poc espai i de la pobre higiene que hi havia a Atenes en aquell moment, la ciutat es va convertir en camp fèrtil per l'aparició de malalties, provocant la mort de molts ciutadans, entre els que es trobaven el mateix Pèricles, la seva muller i els seus fills, Paralus i Xanthippus. En la història de les epidèmies, la “Plaga” d'Atenes és destacable pel fet que només va afectar greument un dels dos bàndols d'una guerra, influint a més en el posterior desenvolupament de la mateixa.
En la seva Història de la guerra del Peloponès, l'historiador Tucídides, el qual es trobava present a la ciutat, va contraure la malaltia i va sobreviure, descriu l'epidèmia. Tucídides parla d'una malaltia arribada des d'Etiopia, que després passa per Egipte i Líbia per acabar arribant al món grec; una plaga tant dura i mortal que ningú podia recordar un cas similar, i els metges, que ignoraven la seva naturalesa, no només no podien fer-hi res, sinó que ells mateixos eren dels primers en morir, havent estat les persones més en contacte amb els malalts. En aquella Atenes sobrepoblada, es creu que una tercera part de la població va perdre la vida a conseqüència de la malaltia.
Una moderna teoria culpa a la febre tifoidea de la plaga, tot i que han aparegut diverses teories alternatives sobre l'agent infecciós.

## Desenvolupament
L'epidèmia va brollar a la ciutat abarrotada, i Atenes va perdre possiblement un terç de les persones que s'acollien dins dels seus murs. La quantitat de morts i la por a contraure la malaltia van provocar incineracions sense rituals o abandonament de cadàvers. S'han trobat fins a 1000 tombes erigides en poc temps, amb fosses comunes de més de 200 cossos apilats un sobre l'altre.
A banda dels problemes mèdics, la plaga va provocar un relaxament en els costums i que els ciutadans comencessin a cometre més delictes, ja que no temien una llei que potser no els podria castigar pel contagi dels magistrats i perquè potser moririen abans de rebre la sanció o el judici. Els temples es van convertir en hospitals improvisats per als refugiats i va disminuir el culte a uns déus que semblaven haver abandonat Atenes en favor d'Esparta. Es gastaven grans quantitats de diners en plaers superflus, alguns d'ells fruit d'herències sobtades de parents rics.

## Conseqüències
La visió de les pires funeràries cremant va fer que l'exèrcit espartà es retirés per temor a la malaltia però les baixes i la manca de lideratge atenenc van aliar-se en contra d'Atenes. La plaga va matar gran part de la infanteria atenesa, alguns dels marins més experts i al seu líder, Pèricles, el qual va morir en un dels brots posteriors cap el 429 aC. Després de la defunció de Pèricles, Atenes va ser dirigida per una successió de caps febles i incompetents. Segons Tucídides, fins a l'any 415aC. la població d'Atenes no es va poder recuperar prou com per preparar la desastrosa expedició a Sicília. Els historiadors moderns no es posen d'acord sobre si la plaga va ser un factor crucial o no per a la derrota atenesa en la guerra. En qualsevol cas, es creu que la pèrdua d'aquesta guerra va poder aplanar el camí per a l'èxit dels macedonis i, finalment, els romans.

## Causes
Al llarg del temps, els historiadors han intentat identificar la malaltia que va causar la plaga d'Atenes. Tradicionalment, aquesta malaltia ha estat considerada un brot de pesta bubònica en totes les seves formes, però replantejaments causats pels símptomes i l'epidemologia descrita han portat als acadèmics a avançar explicacions alternatives. Entre aquestes s'hi troba el tifus, la verola, el xarampió o el síndrome de xoc tòxic. D'altres també han parlat de l'àntrax, expulsat del sòl pels milers de refugiats nerviosos o concentrat en excés als murs. Basant-se en els paral·lelismes estudiats en brots similars a l'Àfrica, i basant-se en el fet que la pròpia plaga d'Atenes provenia, aparentment, d'aquell continent (segons exposava Tucídides), s'ha considerat l'Ebola o una febre hemorràgica vírica similar com a possibles causants de la malaltia.
Tenint en compte la possibilitat que els perfils de les malalties conegudes hagin canviat al llarg del temps, o que la plaga hagués estat causada per una malaltia que ja no existeix, la naturalesa exacte de la plaga d'Atenes podria arribar a no ser coneguda mai del tot. A més, l'amuntegament causat per l'entrada de refugiats a la ciutat va comportar una arribada inadequada de menjar i aigua, fet que, probablement, va proporcionar un augment d'insectes, pusses, rates i residus. Aquestes condicions haurien encoratjat l'arribada de més d'una malaltia epidèmica durant el brot. No obstant, l'avenç en les tecnologies científiques podria revelar noves pistes en un futur.
El 2005 es va fer una correlació entre l'ADN extret de la pulpa dental de tres dents descobertes al cementiri de Kerameikos (excavat entre el 1994 i el 1995)) d'Atenes i un patogen conegut, la febre tifoide.

### Tifus
El gener de 1999, la Universitat de Maryland va dedicar la seva cinquena conferència mèdica anual, centrades en casos històrics destacats, a la plaga d'Atenes. Allí es va concloure que la malaltia que havia matat als grecs i al seu líder polític i militar, Pèricles, havia estat el tifus. "La febre epidèmica del tifus és la millor explicació," assegurava el Dr. David Durack, professor consultor en medicina a la Universitat Duke. "Ataca més fort en època de guerres i privacions, manté un 20% de mortalitat, mata la seva víctima en uns set dies, i a vegades causa una complicació sorprenent: gangrena de les puntes dels dits de les mans i dels peus. La plaga d'Atenes va mostrar totes aquestes característiques." En els casos de tifus, la deshidratació progressiva, la debilitat i el definitiu col·lapse cardiovascular causen la mort del pacient.
Aquesta opinió mèdica reb el suport d'A. W. Gomme, que va escriure una edició exhaustiva i anotada de Tucídides, i també creia que el tifus era la causa de l'epidemia que va devastar Atenes. Aquesta opinió s'expressa en la seva obra monumental, Historic Comments on Thucydides ("Comentaris històrics sobre Tucídides"), completat després de la mort del propi Gomme per A. Andrewes i K. J. Dover. Angelos Vlachos (Άγγελος Βλάχος), membre de l'Acadèmia d'Atenes i diplomat, en la seva obra Observacions en Tucídides (en grec: Παρατηρήσεις στο Θουκυδίδη, [1992] I: 177–-78) exposa i accepta l'opinió de Gomme: "Actualment, segons Gomme, és acceptat generalment que va ser tifus" ("Σήμερα, όπως γράφει ο Gomme, έχει γίνει από όλους παραδεκτό ότι ήταν τύφος"). Aquesta teoria també ha rebut el suport recent en un estudi de la plaga realitzat per epidemiòlegs grecs.
D'altres investigadors, no obstant, hi són contraris, exposant principalment, entre d'altres discrepàncies, que en el tifus no es troben les complicacions gastrointestinals que descriu Tucídides.

### Febre tifoide
Una altra possible resposta va sorgir d'un estudi d'ADN realitzat sobre unes dents descobertes en un enterrament grec. Aquest estudi, liderat per Manolis Papagrigorakis, de la Universitat d'Atenes, va descobrir que les seqüències d'ADN eren semblants a les de l'organisme que causa la febre tifoide. Els síntomes associats, generalment, amb aquesta malaltia coincideixen bàsicament amb la descripció que en fa Tucídides. D'entre aquests s'incloïa: 
- Febre alta de 39 °C a 40 °C que puja a poc a poc;
- Calfreds
- Bradicàrdia (freqüència cardíaca baixa)
- Astènia
- Diarrea
- Cefalàlgia (mal de cap)
- Miàlgia (dolor muscular)
- Manca de gana
- Restrenyiment
- Dolor abdominal
- En alguns casos, erupcions cutànies
- Símptomes extrems com perforacions intestinals o hemorràgies, deliris i confusions també són possibles.

Alguns dels aspectes de la febre tifoide, no obstant, varien clarament amb relació a la descripció que en fa Tucídides. Els animals carronyers, per exemple, no moren d'infecció per aquesta malaltia; l'aparició de la febre, normalment, és lenta i subtil, provocant la mort en etapes posteriors. Alguns investigadors dubten dels resultats de l'estudi d'ADN de les dents, defensant que es van produir greus defectes metodològics. També és cert que la contaminació de les mostres pot produir falsos positius, i que l'àrea d'enterraments de kerameikos és coneguda per haver estat molt transitada, a l'antiguitat, per porcs (principals portadors de la salmonel·la). Tot i així, els autors de l'estudi original han exposat que aquestes objeccions es defensaven des d'una base poc sòlida, i que la metodologia utilitzada per atacar la seva obra s'havia mostrat, amb anterioritat, tendent a donar resultats conflictius.